# Çanakkale
Çanakkale [Čanakale] (v překladu „hliněný hrad“) je přístavní město v Turecku, hlavní město stejnojmenné provincie v Marmarském regionu. Město se rozkládá na pobřeží průlivu Dardanely. Podle údajů z roku 2018 zde žije 132 900 obyvatel. Nachází se zhruba 320 km od Istanbulu, 325 km od Izmiru a 620 km od Ankary.
Město je nejbližším osídlením poblíž starodávné Tróje.

## Doprava
V Çanakkale se nachází letiště, které nabízí pravidelné lety do Istanbulu. Velmi využívaný je místní přístav. Trajekty spojují Çanakkale s městem Eceabat na poloostrově Gallipoli a spojují tak Evropu s Asií.

## Zajímavosti
V přístavu je k vidění muzejní loď N-16, replika slavné minonosky Nusret.

## Partnerská města
- Kerč, Ukrajina (1999)